# Исчезновение L-1049 над Тихим океаном
Исчезновение L-1049 над Тихим океаном — авиационное происшествие, произошедшее в ночь на пятницу 16 марта 1962 года посреди Тихого океана. Авиалайнер Lockheed L-1049H Super Constellation американской авиакомпании Flying Tiger Line выполнял межконтинентальный рейс FT739/14 по маршруту Фэрфилд — Гонолулу — Уэйк — Гуам — Анхелес — Сайгон, но через 2,5 часа после вылета из Гуама связь с ним прекратилась. Были начаты крупномасштабные поиски, в ходе которых самолёты и корабли обследовали 144 000 квадратных миль, но никаких следов самолёта либо его обломков найдено не было. Все находившиеся на борту лайнера 107 человек (96 пассажиров и 11 членов экипажа) были объявлены погибшими. По показаниям команды танкера «Lenzen», находившегося в районе предполагаемого исчезновения, в воздухе произошёл взрыв неустановленного воздушного объекта, которым мог быть пропавший самолёт.
По количеству людей на борту это крупнейшее исчезновение самолёта в XX веке и самое смертоносное происшествие в истории самолётов семейства Lockheed Constellation.

## Самолёт
Lockheed L-1049H Super Constellation (регистрационный номер N6921C, серийный 4817) был выпущен 19 мая 1957 года и на день исчезновения налетал 17 224 часа. Оснащён четырьмя поршневыми двигателями Wright 988TC18-EA3, оборудованными воздушными винтами 43H60-363 производства «Hamilton Standard». Последний крупный ремонт планера проводился 5 октября 1959 года, а последняя крупная проверка — 17 февраля 1962 года.
Наработка двигателей:
- Двигатель №1: 10 474 часа, в том числе 1531 час от последнего капитального ремонта.
- Двигатель №2: 8384 часа, в том числе 1074 часа от последнего капитального ремонта.
- Двигатель №3: 9928 часов, в том числе 706 часов от последнего капитального ремонта.
- Двигатель №4: 9758 часов, в том числе 102 часа от последнего капитального ремонта.

## Экипаж
Лётный экипаж самолёта был сдвоенным (основной и сменный) и состоял из трёх пилотов, двух бортинженеров и двух штурманов. Состав экипажа был таким:
- Командир воздушного судна (КВС) — 48-летний Грегори П. Томас (англ. Gregory P. Thomas). В авиакомпании с 7 июля 1950 года (проработал в ней 11 лет и 8 месяцев), имел квалификацию пилота DC-3, DC-4, DC-6, DC-7, L-1049H и C-46. Налетал свыше 19 500 часов, 3562 из них на Lockheed L-1049H, включая 254 часа за последние 90 дней[3].
- Второй пилот — 48-летний Роберт Дж. Уиш (англ. Robert J. Wish). В авиакомпании с 25 января 1951 года (проработал в ней 11 лет и 1 месяц), имел квалификацию пилота C-46, DC-4 и L-1049H. Налетал свыше 17 500 часов, 3374 часа из них на Lockheed L-1049H[3].
- Третий пилот — 39-летний Робби Дж. Гейзэуэй (англ. Robbie J. Gayzaway). В авиакомпании с 7 января 1953 года (проработал в ней 9 лет и 2 месяца), имел квалификацию пилота L-1049H. Налетал свыше 5500 часов, свыше 900 из них на Lockheed L-1049H, включая 139 часов за последние 90 дней[5].
- Бортинженер — 38-летний Джордж М. Но (англ. George M. Nau). В авиакомпании с 15 декабря 1956 года (проработал в ней 5 лет и 3 месяца), стаж в должности бортинженера L-1049H составлял около 1235 часов[5].
- Сменный бортинженер — 33-летний Клейтон Э. Макклеллан (англ. Clayton E. McClellan). В авиакомпании с 4 апреля 1960 года (проработал в ней 1 год и 10 месяцев), стаж в должности бортинженера L-1049H составлял около 1090 часов[5].
- Штурман — 45-летний Уильям Т. Кеннеди (англ. William T. Kennedy). В авиакомпании с 13 февраля 1962 года (проработал в ней 1 месяц), имел квалификацию штурмана и бортрадиста[5].
- Сменный штурман — 35-летний Грэйди Р. Берт-младший (англ. Grady R. Burt, Jr.). В авиакомпании с 14 февраля 1962 года (также проработал в ней 1 месяц), имел квалификацию штурмана и бортрадиста[5][6].

В салоне самолёта работали четыре стюардессы. При вылете из Калифорнии их состав был таким:
- Ширли Боло (англ. Shirley Bolo),
- Диана Эрнандес (англ. Diane Hernandez),
- Джойс Ослэнд (англ. Joyce Osland),
- Джоан Лэмб (англ. Joan Lamb).

Во время промежуточной остановки на острове Уэйк произошла смена состава стюардесс, который теперь (и вплоть до исчезновения) был таким:
- Патрисия Уоссум (англ. Patricia Wassum),
- Хилдегард Мюллер (англ. Hildegarde Muller),
- Барбара Уорнс (англ. Barbara Warns),
- Кристель Райтер (англ. Christel Reiter).

## Хронология событий

### Фэрфилд
Lockheed L-1049H Super Constellation борт N6921C был зафрахтован Военно-воздушной транспортной службой для выполнения пассажирского рейса 7815/13 (чартерный FT739/14) по перевозке группы военных из штата Калифорния в Южный Вьетнам. Маршрут полёта рейса 739 начинался на авиабазе Тревис (Фэрфилд) и заканчивался на авиабазе Таншоннят (Сайгон); также на маршруте были промежуточные остановки для дозаправки в Гонолулу, Уэйке, Гуаме и Анхелесе. В 03:08 14 марта авиалайнер прибыл из Сан-Франциско на авиабазу Тревис, где на его борт сели 96 военных пассажиров: 93 из армии США и 3 из армии Республики Вьетнам. Посадка производилась в соответствии с установленными правилами, кроме пассажиров и их багажа, больше никакого другого груза на борту не было. В 05:45 рейс 739 вылетел из Фэрфилда и взял курс на Гонолулу.

### Гонолулу
Первый этап полёта продлился 12 часов, и в 17:44 борт N6921C приземлился в аэропорту Гонолулу. Здесь был произведён небольшой ремонт систем зажигания в первом (цилиндр № 18) и третьем (цилиндр № 6) двигателях, который заключался в замене нескольких катушек, проводов и свечей зажигания; также по просьбе бортинженера была проверена система воздушного кондиционирования, для чего были отсоединены воздуховоды и проверена свободность вращения турбины. Проверка показала, что система работает нормально; на протяжении последующего полёта замечаний по ней не было. По плану вылет из Гонолулу должен был быть примерно в 20:10, но тут начали возмущаться стюардессы, которые пожаловались на неудовлетворительную организацию отдыха экипажа на борту самолёта.
Впоследствии следователи опросили этих четырёх стюардесс, которые сошли с борта N6921C в Уэйке. Было установлено, что на борту лайнера в начале пассажирского салона имелись одна койка и одна двухъярусная кровать. В нормальных условиях полёта в кабине должны находиться два пилота, один бортинженер и один штурман. Третий пилот при этом отдыхает на отдельной койке, а сменные штурман и бортинженер — на двухъярусной. Что до отдыха стюардесс, то для них должно быть зарезервировано два свободных пассажирских сидения, но в данном рейсе для стюардесс было зарезервировано только одно пассажирское место, что и опротестовала старшая стюардесса во время посадки в Гонолулу. В ходе переговоров по этому поводу был найден компромисс — под нижней койкой двухъярусной кровати постелили матрас, тем самым добавив одно место отдыха, хотя и некомфортное, так как доступ к нему был через отверстие размерами около 45×60 см. В 20:40 рейс 739 вылетел из Гонолулу.

### Уэйк
Посадка на острове Уэйк была произведена в 03:54 уже 15 марта. Здесь снова был произведён ремонт систем зажигания на первом (цилиндры № 2, 15 и 18) и третьем (цилиндр № 3) двигателях, в ходе которого поменяли ещё несколько катушек, электропроводов и свечей зажигания. Также произошла смена состава стюардесс (см. выше). После завершения обслуживания в 05:15 рейс 739 вылетел из Уэйка и направился к Гуаму.

### Гуам
После нормального шестичасового полёта в 11:14 авиалайнер приземлился на авиабазе Андерсен острова Гуам. По сравнению с предыдущими эта остановка была относительно короткой — 1 час 33 минуты. В ходе обслуживания на борт залили в общей сложности 25 552 фунта (11 590 кг) бензина с октановым числом 115/145, симметрично распределив его по четырём основным и двум резервным топливным бакам. Расчётный взлётный вес борта N6921C составлял 132 554 фунта (60 125 кг), что гораздо меньше максимально допустимого 141 845 фунтов (64 340 кг). Центровка также находилась в пределах допустимого. Никаких замечаний по самолёту у экипажа на сей раз не было, поэтому никакого технического обслуживания не выполнялось. Следующей остановкой была филиппинская авиабаза Кларк в Анхелесе. Согласно плану, маршрут полёта рейса 739 проходил по дуге над океаном до Джомалига, после чего по воздушному коридору «Green 9» до Антиполо, после которого по коридору «Amber 1» до Сан-Фернандо, а от него уже прямо на аэродром Кларк. Полёт должен был проходить по ППП на крейсерской высоте 10 000 футов (3000 м) с истинной воздушной скоростью 235 узлов (435 км/ч). Расчётная продолжительность полёта составляла 6 часов 19 минут, запас авиатоплива на борту был на 9 часов 30 минут полёта.
Выданный экипажу прогноз погоды предусматривал на маршруте переменную кучевую облачность с нижней границей 1800—2400 футов и верхней 7000—10 000 футов, а также перистые облака на высоте 27 000—30 000 футов, видимость до 15 миль. Также на участке между меридианами 135° и 129° восточной долготы ожидались кучево-дождевая облачность с нижней границей 1000 футов и верхней 8000—13 000 футов и вероятность кучевой облачности со средней высотой 14 000 футов и отдельными вершинами до 18 000 футов, тонкие перистые облака высотой 30 000 футов, умеренные осадки, видимость 5—8 миль. Граница зоны возможного обледенения над Гуамом составляла 16 000 футов и у Манилы снижалась до 14 000 футов. Также прогноз погоды не предусматривал турбулентности на всём протяжении маршрута.
После получения разрешения в 12:57 рейс 739 с 11 членами экипажа и 96 пассажирами на борту вылетел из Гуама, а вскоре Гуамский диспетчерский центр управления воздушным движением подтвердил его наблюдение на экране радиолокатора.

### Исчезновение
В 13:04 экипаж на частоте 126,7 МГц связался с расположенным на Гуаме центром обслуживания международных полётов (Guam International Flight Service Station, коротко Guam IFSS) и запросил передать информацию о вылете в офис их авиакомпании Flying Tiger Line в Бербанке (Калифорния), а также в офисы авиакомпании Pan American в Маниле и Гонконге. Затем где-то в 13:25 экипаж опять связался с центром международных рейсов и запросил увеличение крейсерской высоты с 10 000 до 18 000 футов (5500 м), не объясняя причину. В ответ посоветовали переходить на связь с диспетчерским центром Гуама на частоте 118,5 МГц. Когда рейс 739 связался с диспетчерским центром, то получил разрешение подниматься и занимать высоту 18 000 футов. В 13:28 с самолёта доложили о прохождении высоты 11 000 футов (3400 м) и рассчитывают достичь 140° восточной долготы в 14:21. В ответ диспетчер передал, что лайнер находится в 100 милях к западу от Гуама и выходит из зоны действия радиолокатора, в связи с чем радиолокационный контроль прекращается. В 13:33 на частоте 126,7 МГц борт N6921C вновь связался с Гуамским центром международных полётов и доложил, что находится в 100 милях от Гуама на высоте 18 000 футов и повторил расчётное время достижения 140° восточной долготы. В ответ передали, что поняли полученную информацию, и указали частоты для радиоприёмников: 8862,5 кГц основная и 2966 кГц вторичная.
В 14:22 GMT (00:22 16 марта местного времени) рейс 739 на частоте 8862,5 кГц связался с Гуамским центром международных полётов и доложил, что прошёл точку координат 13°40′ с. ш. 140°00′ в. д. в 14:16 на высоте 18 000 футов (5500 м). Время достижения точки 14° с. ш. 135° в. д. было оценено в 15:30, время посадки в Кларке — 19:16, а остаток топлива ещё на 8 часов 12 минут полёта. Это был последний радиообмен с бортом N6921C. Начиная с момента вылета из Гуама ни о каких проблемах на борту экипаж не сообщал.
В 15:33 (01:33 местного времени) диспетчер в центре международных полётов вёл радиообмен с рейсом 400 авиакомпании American Overseas Airlines, который, следуя из Гуама на Окинаву, прошёл меридиан 140° восточной долготы. Вдруг в эфире раздались статические помехи, так как кто-то пытался выйти на связь, но из-за накладывания на доклад с рейса 400 диспетчер не смог ничего разобрать. После того как радиообмен с рейсом 400 был закончен, в 15:39 диспетчер попытался связаться с рейсом 739, чтобы запросить их местонахождение в 15:30. Однако самолёт авиакомпании Flying Tiger Line не отвечал. После нескольких неудачных попыток в 16:00 была объявлена ситуация неопределённости (INCERFA), а в 16:30 её повысили до аварийной ситуации (ALERFA). Когда борт N6921C в расчётное время не прибыл на Филиппины и по-прежнему не отвечал на многочисленные запросы, в 19:43 (04:43 местного времени) была объявлена чрезвычайная ситуация (DETRESFA). Одновременно были начаты поисковые работы. В 22:27, когда по расчётам запас авиатоплива должен был иссякнуть, Lockheed L-1049H Super Constellation борт N6921C был объявлен пропавшим без вести.

### Поисковые работы
На борту N6921C из аварийных средств находились пять спасательных плотов (4 в специальных нишах крыла и 1 в салоне) на 25 человек каждый, 120 спасательных жилетов, 1 аварийный радиопередатчик (известен как Gibson Girl) и 1 сигнальный пистолет с 25 патронами. Таким образом в случае вынужденного приводнения аварийные средства позволили бы эвакуировать всех людей на борту.
Для поисков пропавшего самолёта были задействованы 1300 человек, 48 самолётов и 8 надводных кораблей. Были обследованы 144 000 квадратных миль (373 000 км²) поверхности Тихого океана, а самолёты в целом совершили 377 вылетов общей продолжительностью более 3417 лётных часов, но все усилия найти самолёт либо хоть какие-либо его следы, оказались безуспешными. Борт N6921C исчез без следа.

## Расследование

### История с танкером «Lenzen»
В тот же вечер, когда исчез авиалайнер, в 21:05 в Манилу из Маккая по радио передали сообщение с танкера «S/S T. L. Lenzen» (построен в 1960 году, дедвейт 45 787 т) компании «Standard Oil» (Калифорния), который шёл под либерийским флагом и был укомплектован итальянской командой. Согласно этому сообщению, в 15:30 (в 01:30 ночи 16 марта по местному времени), когда танкер находился в точке 13°44′ с. ш. 134°49′ в. д., его команда увидела в ночном небе взрыв, после чего судно направилось в сторону взрыва и примерно пять с половиной часов пыталось обнаружить место происшествия. Попытки связаться с береговыми радиостанциями в Гуаме и Маниле оказались безуспешными, а после нескольких часов безуспешных поисков команда танкера решила, что взрыв в воздухе был просто результатом военных учений, и поэтому возобновила первоначальный курс.
В дальнейшем следователи допросили 5 членов команды судна, согласно показаниям которых было установлено, что взрыв произошёл примерно в то же время и в том же месте, когда экипаж рейса 739 рассчитывал пройти точку 14° с. ш. 135° в. д.. Танкер следовал курсом 77°, когда к северу от него со слов очевидцев возник словно какой-то объект, следующий с востока на запад и оставляющий за собой след пара либо чего-то похожего на пар. Затем на месте этого объекта в начале парового следа произошёл взрыв, имеющий ярко-белое ядро, обрамлённое оранжево-красной каймой и исходящими из центра цветными линиями. Сам взрыв был двойным с интервалом в 2-3 секунды между импульсами, после чего появились два объекта разных размеров и яркости, которые с разными скоростями упали в море. Более медленный объект наблюдался на протяжении 10 секунд с азимутом 270° (по левому борту) по показаниям радиолокатора судна. Капитан судна успел подняться наверх и в течение десятка секунд наблюдал медленный объект, который находился по азимуту 270° относительно их танкера. Когда светящийся объект, падая, словно белая звезда, скрылся в океане, командир, оценив расстояние до него, дал указание поворачивать танкер на курс по направлению к точке падения того объекта. Со слов команды, погода в это время была относительно ясной, наблюдалась Луна, а на небе были только отдельные облака. Такая погода сохранялась вплоть до 21:05, когда корабль повернул на первоначальный курс. Ни о каких сигналах и странных явлениях команда не сообщала.

### Техническое состояние самолёта
Изучив историю самолёта, следователи пришли к мнению, что он имел все необходимые сертификаты и был пригоден к лётной службе. Он обслуживался в соответствии с установленными правилами и положениями, отвечал Директивам лётной годности и своевременно проходил проверки.
Также из истории борта N6921C было установлено, что за трое суток до исчезновения, 12 марта 1962 года, при выполнении обратного рейса из Гонолулу в Тревис, самолёт был вынужден вернуться в Гонолулу из-за зафлюгированного четвёртого (правый внешний) воздушного винта. Причиной этого стало резкое падение среднего эффективного давления (BMEP) в двигателе до 19,21 спустя 3 часа 27 минут полёта, из-за чего также произошло падение мощности двигателя. В аэропорту Гонолулу на цилиндре № 17 двигателя № 4 заменили катушку, разъёмы, провода и разветвители, после чего самолёт вновь поднялся в воздух и без замечаний прибыл на авиабазу Тревис. Экипаж, который выполнял тот полёт, позже на слушаниях сказал, что не заметил никаких признаков того, что скоро может отказать какая-либо система самолёта, двигатель, либо вовсе нарушиться структурная целостность. Самолёт выглядел полностью пригодным для выполнения полётов через океан. Последнюю периодическую проверку авиалайнер проходил 13 марта в аэропорту Сан-Франциско перед тем, как вылететь в Тревис для выполнения рейса 739/14, и был признан пригодным к полётам.
Для проверки возможности совершения диверсии были проверены аэропорты Гонолулу, Уэйка и Гуама, где борт N6921C совершил три своих последних посадки. По данным проверок было установлено, что на самом деле любой желающий может проникнуть на территорию какого-либо из этих аэропортов и свободно пройти к невоенным самолётам. А на Гуаме рейс 739 находился на слабо освещённой территории в течение достаточно продолжительного времени вообще без присмотра.

### Анализ данных
По результатам проверок всех документов, сертификатов и лицензий комиссия пришла к выводам, что самолёт был пригоден для выполнения полёта, а его экипаж был достаточно опытным и подготовленным для данного полёта. Не считая инцидента с нехваткой мест отдыха экипажа, весь полёт в целом прошёл нормально; на Гонолулу и Уайте выполнялись небольшие ремонты системы зажигания, но в Гуаме у экипажа не было уже никаких замечаний по работе авиалайнера. Погодные условия на маршруте не были плохими и не могли привести к катастрофе. Не было найдено ни места падения борта N6921C, ни какого-либо фрагмента, который можно было отнести к его конструкции; в то же время есть свидетельские показания членов команды танкера «S/S T. L. Lenzen» о взрыве в воздухе, время и место которого совпадают с примерным местонахождением исчезнувшего самолёта.
Согласно последнему радиосообщению от экипажа, полёт проходил на высоте 18 000. Никаких сообщений с борта рейса 739 о нештатных ситуациях при этом не поступало. Не имея никаких элементов конструкции, нельзя точно определить, что же на самом деле произошло с бортом N6921C: разрушение конструкции, отказ систем или двигателей, потеря управления, диверсия и так далее. В то же время чрезвычайная ситуация развивалась стремительно, раз экипаж даже не успел подать сигнал бедствия. Также обращает внимание тот факт, что во время последнего радиообмена экипаж указал расчётное время и место следующего выхода на связь, а затем в то самое время и в том же месте команда плывущего на восток танкера наблюдала в небе взрыв. Это обстоятельство выглядит как нечто большее, чем просто совпадение, поэтому, по мнению комиссии, наиболее вероятной кажется версия о взрыве борта N6921C в воздухе. Однако, не имея никаких доказательств, невозможно точно утверждать, что моряки наблюдали именно катастрофу исчезнувшего самолёта.

### Заключение
Из-за отсутствия улик комиссия от Совета по гражданской авиации пришла к заключению, что не может найти причину происшествия.

### Комментарии
1. ↑  Здесь и далее указано среднее время по Гринвичу (GMT)